# 이란 전통 의학
이란 전통 의학(Iranian traditional medicine, ITM, 페르시아어: صب سنتی‌ ایرانی, 로마자 표기: tebbe sonnati-e irāni)은 페르시아 전통 의학으로도 알려져 있으며 가장 오래된 전통 의학 형태 중 하나이다.
ITM은 점액(Balgham), 혈액(Dam), 황담즙(Ṣafrā'), 흑담즙(Saudā')의 4가지 체액 개념에 기반을 두고 있다. 4체액 개념은 무함마드 이븐 자카리야 알라지와 이븐 시나의 가르침을 바탕으로 정교한 의료 시스템을 구현한 것이다.
일부 학자들은 최근 몇 년 동안 ITM을 활성화하려는 노력이 증거 기반 의학과 돌팔이라는 두 가지 주요 태도를 형성했다고 믿는다. 많은 학자들이 증거 기반의 과학적 측정을 사용하고 있지만(예를 들어 SARS-CoV-2에 대한 전통 페르시아 의학 처방의 효과에 대한 다양한 연구가 수행 및 보고되었으며 이러한 치료법은 이란의 다양한 임상 시험에서 연구되었다) 현대 학계의 유사과학 흐름이기도 하다.

## 같이 보기
- 이븐 시나
- 이슬람 세계의 과학
- 진화에 대한 이슬람교의 관점
- 무함마드 이븐 자카리야 알라지
- 유나니 의학